# Ulmus laevis
Ulmus laevis là một loài thực vật có hoa trong họ Ulmaceae. Loài này được Pall. miêu tả khoa học đầu tiên năm 1784.

## Hình ảnh

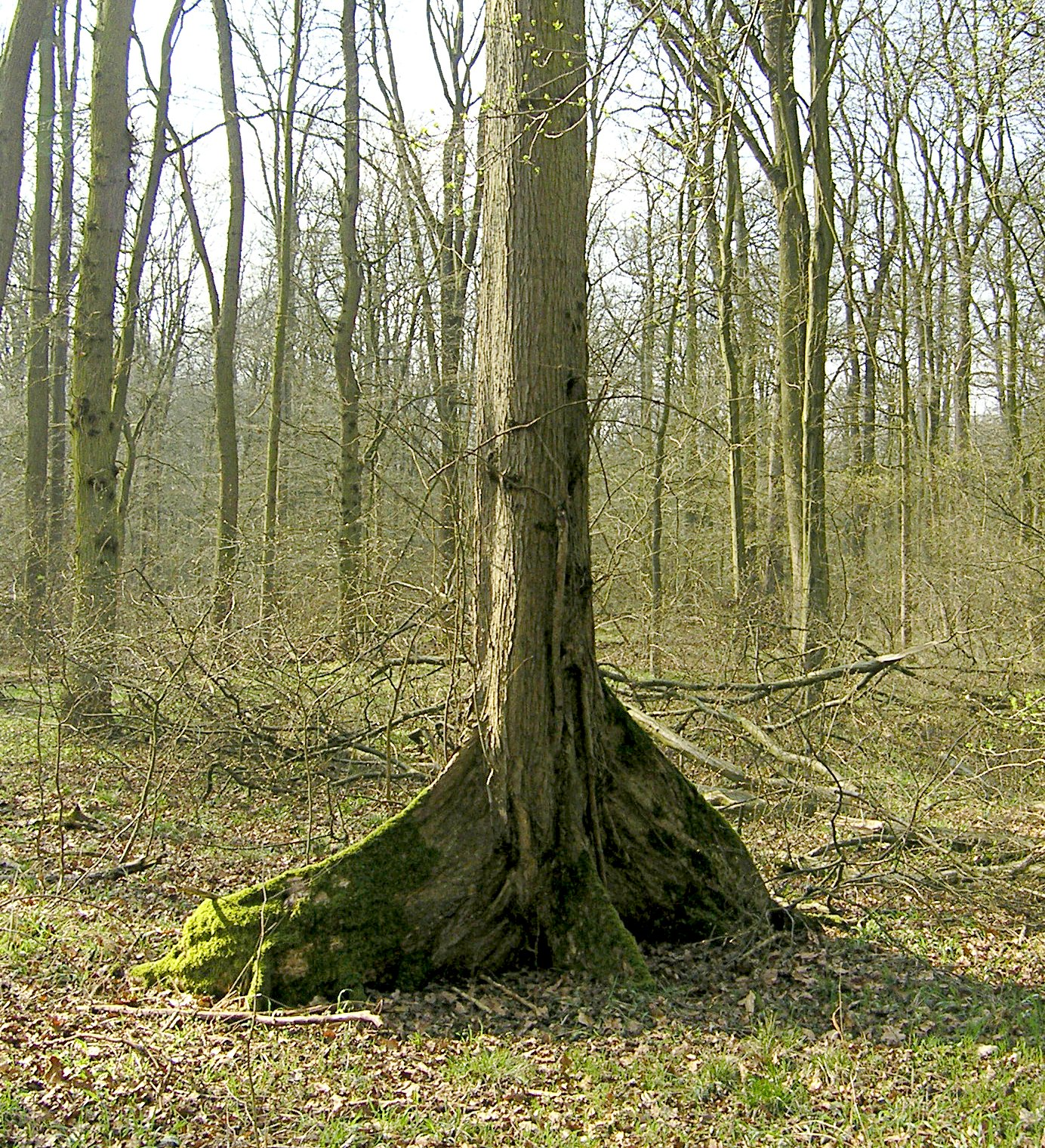
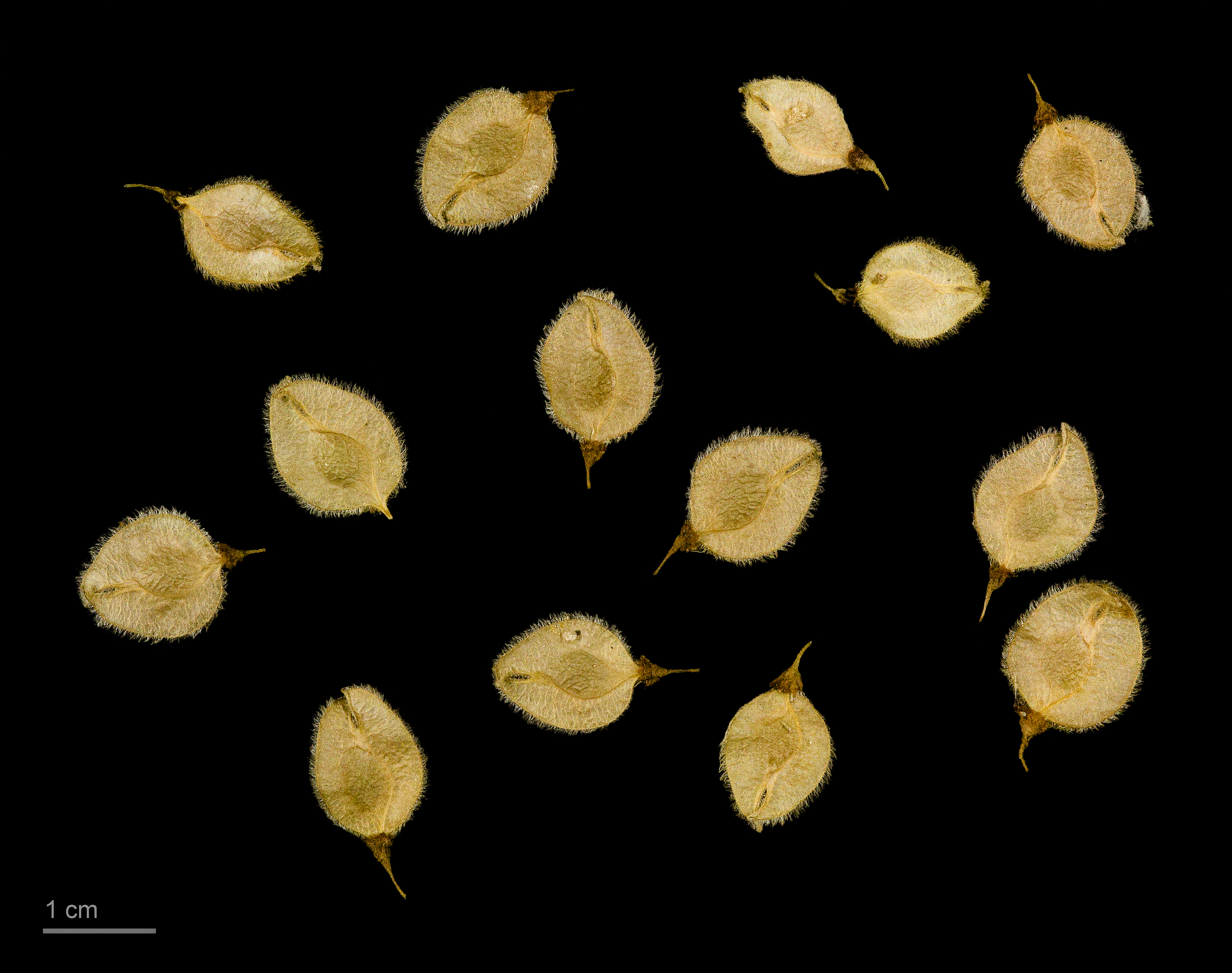
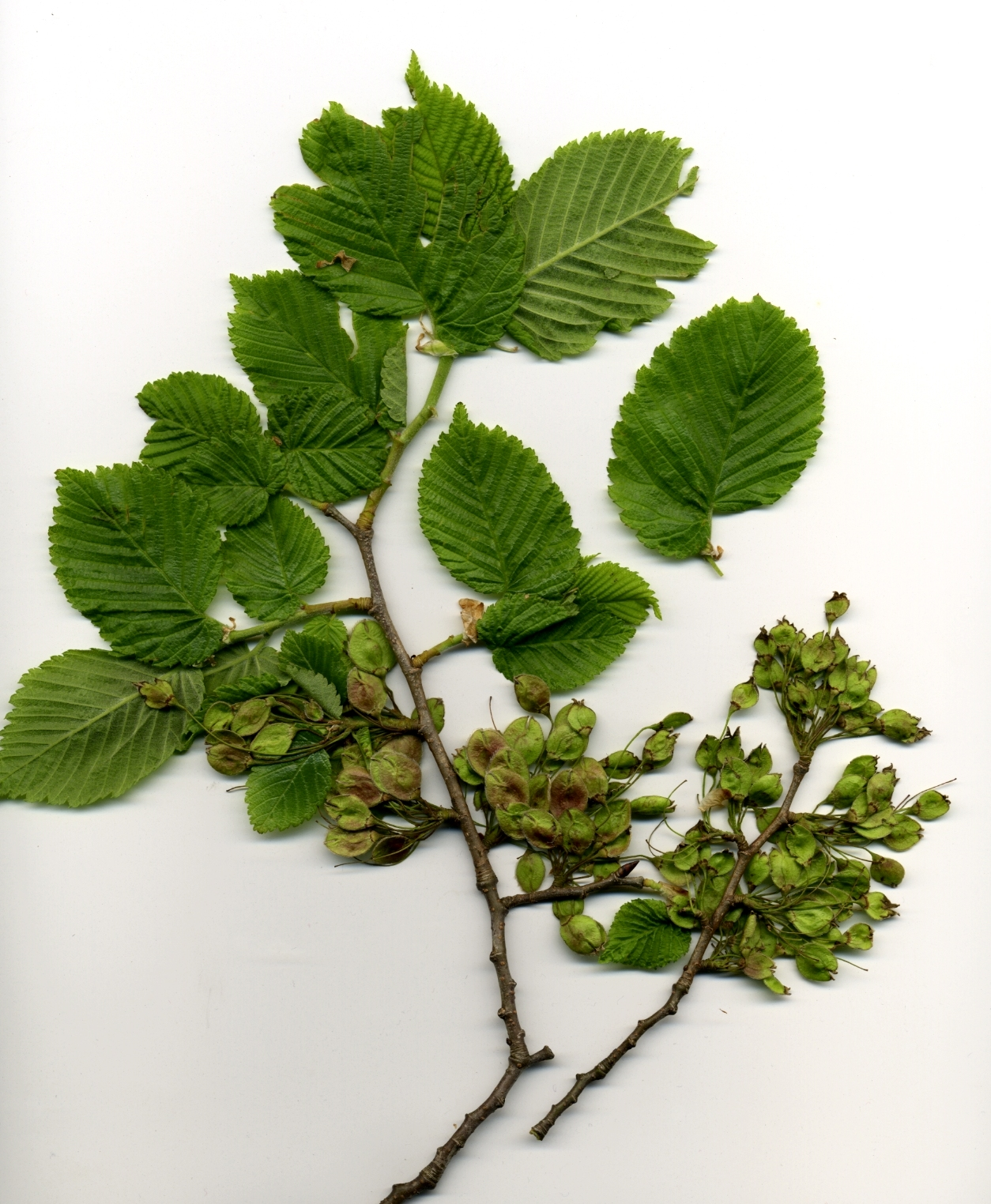
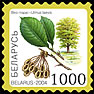